# Niall Horan
Niall James Horan (ur. 13 września 1993 w Mullingar) – irlandzki piosenkarz i autor tekstów.
Wokalista boys bandu One Direction, z którym wydał pięć albumów studyjnych: Up All Night (2011), Take Me Home (2012), Midnight Memories (2013), Four (2014) i Made in the A.M. (2015). Od 2016 artysta solowy, wydał trzy albumy: Flicker (2017), Heartbreak Weather (2020) i The Show (2023).

## Życiorys

### Wczesne lata
Urodził się w Irlandii jako syn Maury Gallagher i Bobby’ego Horana. Jego rodzice rozwiedli się, kiedy miał pięć lat. Ma starszego brata o imieniu Greg. Uczęszczał do katolickiej szkoły Coláiste Mhuire w Mullingar. Jest miłośnikiem golfa.

### Kariera
W 2010 wziął udział w brytyjskiej wersji programu X Factor, gdzie stworzony dla potrzeb programu zespół zajął w finale trzecie miejsce. Po sukcesie medialnym grupa podpisała kontrakt z wytwórnią Syco Music jako zespół One Direction.
W 2016 podpisał kontrakt z wytwórnią Capitol Records, jako artysta solowy. Debiutancki album solowy Flicker, został wydany 20 października 2017; wydawnictwo promowały single: „This Town”, „Slow Hands”, „Too Much to Ask”, „On the Loose” i „Seeing Blind”. 13 marca 2020 roku wydał album pt. Heartbreak Weather, na którym znalazły się single promujące takie jak; „Nice to Meet Ya” „Put a Little Love on Me” „No Judgement” i „Black and White”. 9 czerwca 2023 roku wydał album pt. The Show, który promował singlami „Heaven” i „Meltdown”.

## Dyskografia

### Albumy studyjne
| Rok  | Album                                                               | Pozycja na liście | Pozycja na liście | Pozycja na liście | Pozycja na liście | Pozycja na liście | Pozycja na liście | Pozycja na liście | Pozycja na liście | Pozycja na liście | Pozycja na liście | Pozycja na liście | Sprzedaż          | Certyfikat |
| Rok  | Album                                                               | IRL               | AUS               | AUT               | CAN               | FRA               | GER               | NZL               | POL               | SWE               | GBR               | USA               | Sprzedaż          | Certyfikat |
| ---- | ------------------------------------------------------------------- | ----------------- | ----------------- | ----------------- | ----------------- | ----------------- | ----------------- | ----------------- | ----------------- | ----------------- | ----------------- | ----------------- | ----------------- | --- |
| 2017 | Flicker - Data: 20 października 2017 - Wydawca: Capitol Records     | 1                 | 2                 | 6                 | 1                 | 18                | 8                 | 3                 | 6                 | 5                 | 3                 | 1                 | - USA: 1 000 000+ | - IRL: 2x platynowa płyta - USA: platynowa płyta - CAN: platynowa płyta - AUS: złota płyta - GBR: złota płyta - POL: platynowa płyta |
| 2020 | Heartbreak Weather - Data: 13 marca 2020 - Wydawca: Capitol Records | 1                 | 2                 | 3                 |                   | 24                | 5                 | 4                 |                   | 21                | 1                 | 4                 |                   | - POL: złota płyta |

### EP
| Rok  | Dane dot. albumu                                                                              |
| ---- | --------------------------------------------------------------------------------------------- |
| 2018 | Mirrors EP - Wydany: 24 kwietnia 2018 - Wytwórnia: Capitol Records - Format: digital download |

### Single

#### Jako główny artysta
| Rok                                                      | Tytuł                              | Najwyższe pozycje na listach | Najwyższe pozycje na listach | Najwyższe pozycje na listach | Najwyższe pozycje na listach | Najwyższe pozycje na listach | Najwyższe pozycje na listach | Najwyższe pozycje na listach | Najwyższe pozycje na listach | Najwyższe pozycje na listach | Najwyższe pozycje na listach | Certyfikat | Album                         |
| Rok                                                      | Tytuł                              | IRL                          | AUS                          | AUT                          | CAN                          | FRA                          | GER                          | NZL                          | SWE                          | GBR                          | USA                          | Certyfikat | Album                         |
| -------------------------------------------------------- | ---------------------------------- | ---------------------------- | ---------------------------- | ---------------------------- | ---------------------------- | ---------------------------- | ---------------------------- | ---------------------------- | ---------------------------- | ---------------------------- | ---------------------------- | --- | ----------------------------- |
| 2016                                                     | „This Town”                        | 6                            | 5                            | 24                           | 27                           | 34                           | 52                           | 24                           | 18                           | 9                            | 20                           | - AUS: 2× platynowa płyta - CAN: 2× platynowa płyta - GBR: złota płyta - SWE: platynowa płyta - USA: platynowa płyta                           | Flicker                       |
| 2017                                                     | „Slow Hands”                       | 3                            | 2                            | 26                           | 8                            | 66                           | 72                           | 8                            | 40                           | 7                            | 11                           | - AUS: 4× platynowa płyta - CAN: 4× platynowa płyta - GBR: platynowa płyta - NZL: platynowa płyta - SWE: złota płyta - USA: 3× platynowa płyta | Flicker                       |
| 2017                                                     | „Too Much to Ask”                  | 6                            | 19                           | 29                           | 41                           | 37                           | 61                           | –                            | 34                           | 24                           | 66                           | - AUS: platynowa płyta - CAN: platynowa płyta - GBR: srebrna płyta - USA: złota płyta                                                          | Flicker                       |
| 2018                                                     | „On the Loose”                     | 47                           | –                            | –                            | –                            | –                            | –                            | –                            | –                            | 94                           | –                            | | Flicker                       |
| 2018                                                     | „Seeing Blind” (oraz Maren Morris) | 68                           | –                            | –                            | –                            | –                            | –                            | –                            | –                            | –                            | –                            | | Flicker                       |
| 2018                                                     | „Finally Free”                     | –                            | –                            | –                            | –                            | –                            | –                            | –                            | –                            | –                            | –                            | | Smallfoot (ścieżka dźwiękowa) |
| 2019                                                     | „Nice to Meet Ya”                  | –                            | –                            | –                            | –                            | –                            | –                            | –                            | –                            | –                            | –                            | - POL: złota płyta | Heartbreak Weather            |
| 2023                                                     | „Heaven”                           |                              |                              |                              |                              |                              |                              |                              |                              |                              |                              | - POL: złota płyta | The Show                      |
| „–” oznacza, że singel nie był notowany na danej liście. |                                    |                              |                              |                              |                              |                              |                              |                              |                              |                              |                              | |                               |

### Inne notowane utwory
| Rok                                                     | Tytuł               | Najwyższe pozycje na listach | Najwyższe pozycje na listach | Album   |
| Rok                                                     | Tytuł               | IRL                          | FRA                          | Album   |
| ------------------------------------------------------- | ------------------- | ---------------------------- | ---------------------------- | ------- |
| 2017                                                    | „Flicker”           | 55                           | 168                          | Flicker |
| 2017                                                    | „Paper Houses”      | 83                           | –                            | Flicker |
| 2017                                                    | „Since We’re Alone” | 95                           | –                            | Flicker |
| 2017                                                    | „On My Own”         | 99                           | –                            | Flicker |
| „–” oznacza, że utwór nie był notowany na danej liście. |                     |                              |                              |         |

## Filmografia
- One Direction: This Is Us (jako on sam, 2013, film dokumentalny, reżyseria: Morgan Spurlock)[32]